# Диплатинагаллий
Диплатинагаллий — бинарное неорганическое соединение, интерметаллид
платины и галлия
с формулой GaPt2,
кристаллы.

## Получение
- Сплавление стехиометрических количеств чистых веществ:

{\displaystyle {\mathsf {2Pt+Ga\ {\xrightarrow {1140^{o}C}}\ GaPt_{2}}}}

## Физические свойства
Диплатинагаллий образует кристаллы нескольких модификаций:
- α-GaPt2, ромбическая сингония, пространственная группа P mma, параметры ячейки a = 1,6440 нм, b = 0,3922 нм, c = 0,5488 нм, Z = 8, существует при температурах ниже ≈900°С;
- β-GaPt2, ромбическая сингония, пространственная группа P bam, параметры ячейки a = 1,0860 нм, b = 0,5484 нм, c = 0,3950 нм, структура типа пентародийтригермания Ge3Rh5, существует при температурах выше ≈900°С[1][2][3][4][5].

Соединение образуется по перитектической реакции при температуре ≈1140 °C (1149 °C),
при температуре 900 °C в кристаллах происходит фазовый переход.